# Биљана Дојчиновић
Биљана Дојчиновић (11. фебруар 1963) je редовна професорка на Катедри за општу књижевност и теорију књижевности Филолошког факултета Универзитета у Београду.

## Биографија
Биљана Дојчиновић је 1986. године дипломирала на Катедри за општу књижевност и теорију књижевности Филолошког факултета Универзитета у Београду. На истом факултету 1991. године одбранила је магистарски рад Категорија род у америчкој гинокритици (на примеру дела Ерике Јонг), а потом, 2003. године, и докторску дисертацију Приповедни поступци у романима Џона Апдајка. Једна је од оснивачица Центра за женске студије у Београду, као и Индок центра Асоцијације за женску иницијативу. Од 2002. до 2008. године била је главна уредница часописа за феминистичку теорију Genero. Била је чланица управног одбора COST Action IS0901, Women Writers in History: Toward a New Understanding of European Literary Culture (2009−2013) од 2011. године. Чланица је The John Updike Society (JUS), као и уредништва The John Updike Review од њиховог оснивања, док се у одбору директора JUS налази од 2015. године. Од 2011. године руководитељка је истраживачког пројекта Књиженство – теорија и историја женске књижевности на српском језику до 1915. године. Главна је и одговорна уредница Књиженствa, часописa за студије књижевности, рода и културе.
Године 2016. за књигу Право сунца – другачији модернизми (Академска књига, Нови Сад, 2015) добила је Награду „Анђелка Милић”. Та се награда додељује домаћој ауторки или домаћем аутору за најбољи научни рад који је објављен у претходној календарској години, у земљи и/или иностранству и представља значајан научни допринос родним студијама (теорији и истраживањима) у Србији.

### Објављене књиге
- Гинокритика: Род и проучавање књижевности коју су писале жене, Књижевно друштво „Свети Сава”, Београд, 1993.
- Одабрана библиографија радова из феминистичке теорије/женских студија 1974-1996, (Женске студије – посебно издање), Центар за женске студије, Београд, 1996.
- Градови, собе, портрети, Књижевно друштво „Свети Сава”, Београд, 2006.
- GendeRingS: Gendered Readings in Serbian Women’s Writing, AŽIN-Indok, Београд, 2006. CD издање  978-86-83371-07-5.
- Картограф модерног света: романи Џона Апдајка, Филолошки факултет, Београд, 2007.
- Сусрети у тами: увод у читање Вирџиније Вулф, Службени гласник, Београд, 2011.
- Право сунца – другачији модернизми, Академска књига, Нови Сад, 2015.